# Weresocz
Weresocz (ukr. Вересоч) – wieś na Ukrainie, w obwodzie czernihowskim, w rejonie czernihowskim, w hromadzie Kułykiwka. Liczy 676 mieszkańców.
Znajduje się tu stacja kolejowa Weresocz, położona na linii Czernihów – Niżyn.